# Ludwig Preiß (Politiker)
Ludwig Preiß (* 25. Juli 1910 in Leidenhofen; † 14. Mai 1996 in Ebsdorfergrund) war ein deutscher Politiker (FDP, FVP, DP, CDU).

## Leben und Beruf
Nach dem Abitur studierte Preiß, der evangelischen Glaubens war, in Gießen und Göttingen Land- und Forstwirtschaft sowie Rechts- und Staatswissenschaften. 1933 trat er der SA bei, 1935 wechselte er zur SS, noch bevor er im selben Jahr das Studium als Diplom-Agrarökonom beendete. Zwei Jahre später wurde er zum Doktor der Politischen Wissenschaft promoviert. Er arbeitete als Assistent am Institut für Agrarwesen und Wirtschaftspolitik der Georg-August-Universität Göttingen. 1939 wechselte er als Agrarreferent in die Volkswirtschaftliche Abteilung der I.G. Farben in Berlin. Noch im selben Jahr wurde er jedoch zum Kriegsdienst eingezogen und blieb bis 1945 Soldat.
Nach Ende des Zweiten Weltkrieges übernahm Preiß zunächst den Betrieb seiner Schwiegereltern in der sowjetischen Besatzungszone. Als dieser enteignet wurde, ging er mit seiner Familie nach Hessen, wo er den Hof seines Vaters in seinem Geburtsort Leidenhofen bewirtschaftete. Preiß war Mitbegründer der Hessischen Landvolkshochschule in Neustadt. 1950 wurde er Vorsitzender des Kreisbauernverbandes für Marburg und Kirchhain.

## Partei
Preiß trat zum 1. Mai 1937 der NSDAP bei (Mitgliedsnummer 4.139.847). Nach dem Krieg schloss er sich zunächst der FDP an. Nach dem Koalitionswechsel der nordrhein-westfälischen FDP von der CDU zur SPD verließ er am 23. Februar 1956 jedoch zusammen mit dem Ministerflügel die Partei und beteiligte sich an der Gründung der Freien Volkspartei, die sich bereits Anfang 1957 der DP anschloss. In der DP war er stellvertretender hessischer Landesvorsitzender. Nach der Vereinigung der DP mit dem GB/BHE zur GDP schloss er sich im Sommer 1960 der CDU an.

## Abgeordneter
Preiß gehörte dem Deutschen Bundestag seit dessen erster Wahl 1949 bis 1961 und erneut vom 24. November 1964, als er für den verstorbenen Heinrich von Brentano nachrückte, bis 1972 an. Dort vertrat er 1949 und 1953 für die FDP, 1957 für die DP sowie noch einmal 1965 für die CDU als direkt gewählter Abgeordneter den Wahlkreis Marburg. 1969 zog er über die Landesliste der hessischen CDU in den Bundestag ein.
Von 1957 bis zu seinem Austritt aus der Deutschen Partei 1960 war er stellvertretender Vorsitzender der DP-Fraktion und stellvertretender Vorsitzender des Bundestagsausschusses für den Lastenausgleich.

## Ehrungen
- 1968: Verdienstkreuz 1. Klasse der Bundesrepublik Deutschland
- 1973: Großes Verdienstkreuz der Bundesrepublik Deutschland[4]